# バルブ種

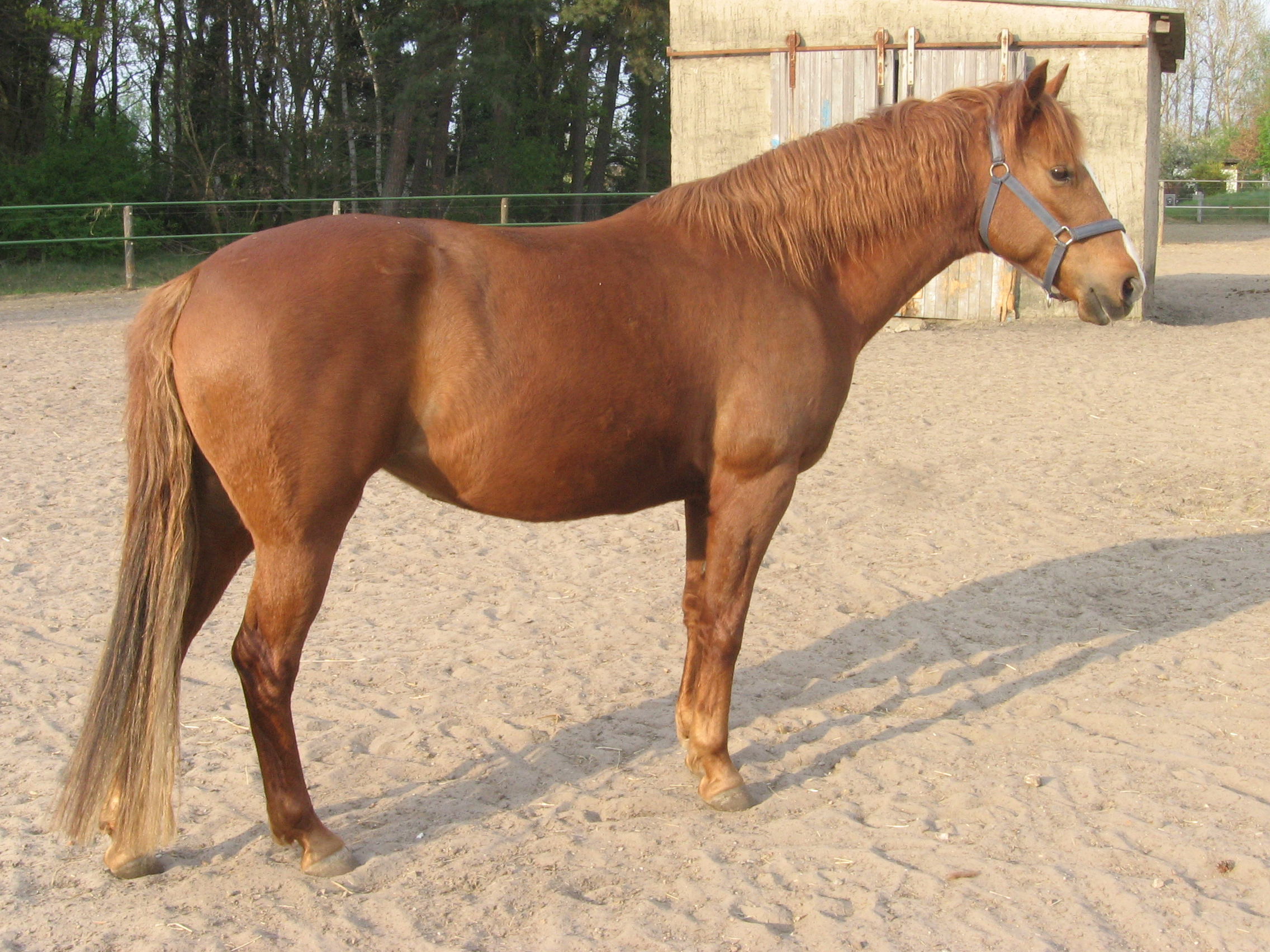
バルブ種

バルブ種（Barb）は、北アフリカ原産の軽種馬である。

## 概要
ベルベル語では Ayis Amaziɣ（ⴰⵢⵢⵙ ⴰⵎⴰⵣⵉⴳ。 ）、アラビア語では حصان بربريّ（ḥiṣān barbarī, ヒサーン・バルバリー, 「ベルベル馬」の意）と呼ばれる。 
名称についてはベルベル人（アマズィグ）とのゆかりが深い馬種であることが由来。現在もモロッコ、アルジェリアさらにはチュニジア、リビア、モーリタニア付近で飼育されている。
北アフリカ、西アフリカに加えイベリア半島やヨーロッパにおける様々な馬種の改良に大きく関わり、アンダルシアン（アンダルシア馬）作出に大きく寄与。サラブレッドの歴史においてもその名が登場する。

## 特徴

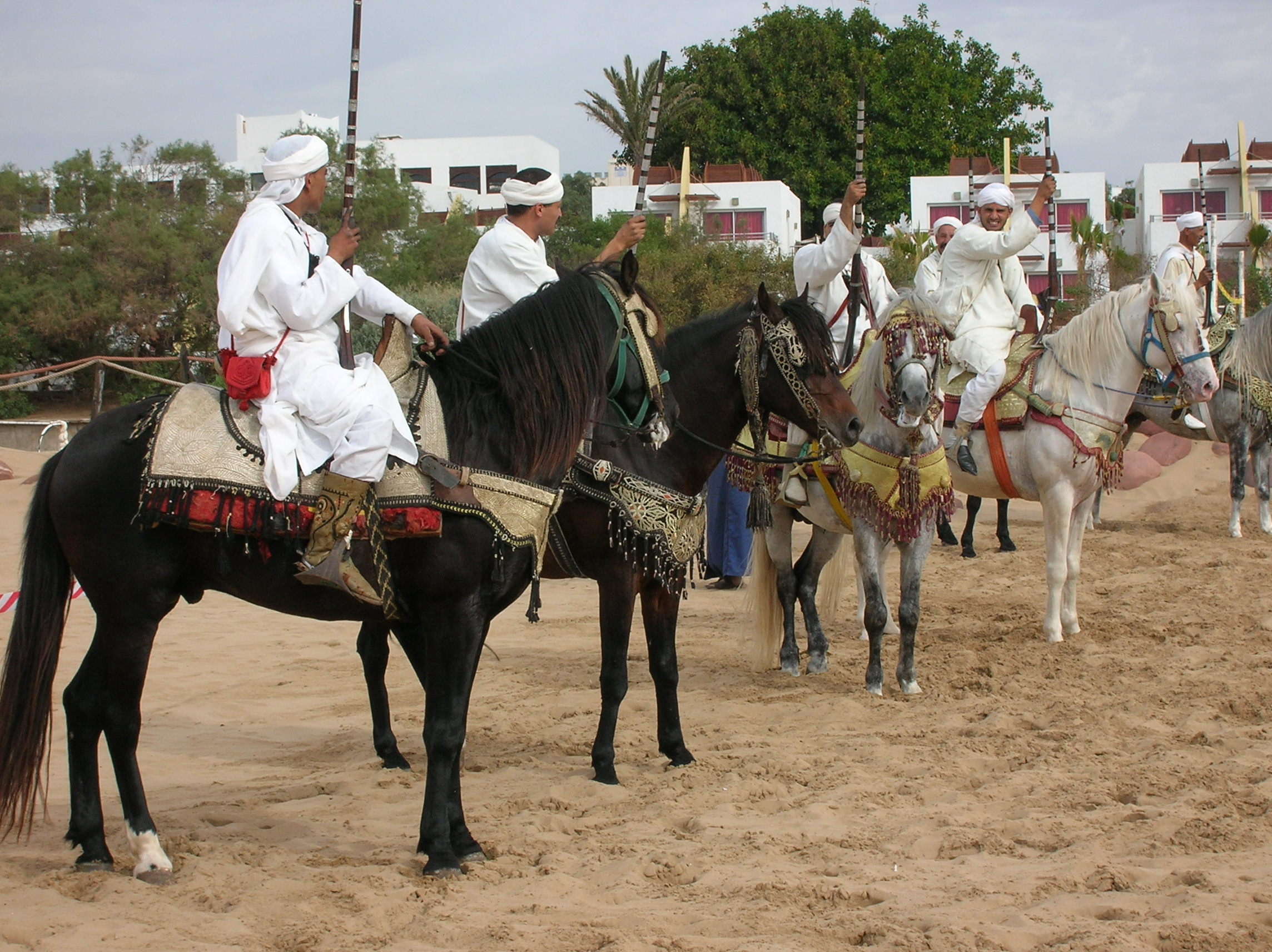
モロッコの馬事フェスティバルに参加する騎馬グルーブ

### 体格
体高は142～152cm。がっしりした骨格、丈夫な蹄を持つ。四肢はやや細い。胸は深い。
尾は低めの位置についており下方へとなだらかに垂れる。
アラブ種との交配が進んだためバルブ種本来の性質を色濃く残した個体は減ったが、一部残されていると言われる。

### 毛色
鹿毛、黒鹿毛、青毛が多い。芦毛はアラブ種との交配で広がった。

### 体質
耐久性が強く厳しい環境に対しても我慢強い。

### アラブ種との混同

#### 外見上の違い
ヨーロッパに輸入された際バルブ種は所有者らがアラビア語を解するイスラーム教徒たちだったためしばしばアラブ種と混同されたが、バルブ種は典型的なアラブ種とは特徴がかなり異なっており、骨格が頑強である・横顔（額付近）のラインが直線的・尾は持ち上がったアラブ馬の高い尾とは異なりなだらかに垂れている、といった違いが見られる。

#### ゴドルフィンアラビアンとゴドルフィンバルブ
サラブレッドのジェネラルスタッドブックでは三大始祖の一頭ゴドルフィンアラビアン（Godolphin Arabian）に関してバルブ種とされゴドルフィンバルブ（Godolphin Barb）という名称が用いられてきたが、同馬の血統については上記の混同が関係しているとされる。
ベルベル族が多数住む地域からフランスを経てイギリスへ輸入されたためにバルブ種として扱われるに至ったが、近年のY-DNA染色体解析によると血統的にはバイアリーターク（Tb-oB1）と同じTb-oグループに属するTb-oB3b（かつてはTb-gとされたこともある）となっており典型的なターク種（Turk, 「テュルク」の意）もしくはアラブ種一部血統との血縁関係を示唆する結果が得られている。（ダーレーアラビアンはTb-d。）
同馬の体型に関する記録にはアラブ種だったとも受け取れる描写が見受けられるが、その一方で毛色などターク種だったと思わせる描写も残るなどしている。
なお、ゴドルフィンアラビアン（ゴドルフィンバルブ）の幼名についてはシリア周辺地方もしくはダマスカスを意味するSham（شام, shām, シャーム）、El Sham（الشام, al-shām, アッ＝シャーム（口語発音はエッ＝シャーム、イッ＝シャーム）、Shami（شامي、shāmī, シャーミー, 「シリア出身の（馬）」もしくは「ダマスカス出身の（馬）」の意）などだったとも言われており、シリア方面からもたらされたアラブ馬だと考えられていたことがうかがえる。
またフランス国王への献上品として輸入された同馬をイギリスに輸入したエドワード・コーク（Edward Coke）の手元にいた頃のスタッドブックでは"ye Arabian"との名が書かれていたという。

## 歴史
その起源は不明だが、氷河期を生き残った野生馬の子孫だとする説もある。
スペインにおいて在来種やアラブ種と交配され、アンダルシア馬と呼ばれる品種を生み出した。アンダルシア馬はその後ヨーロッパにおいて軽種馬の品種改良に積極的に活用された（バルブ種の流れを汲む代表的な品種としてリピッツァナーがある）ほか、大航海時代にアメリカ大陸に多く持ち込まれた。バルブ種はサラブレッドの品種改良の過程でも活用された。